# 拉哈夫·沙尼

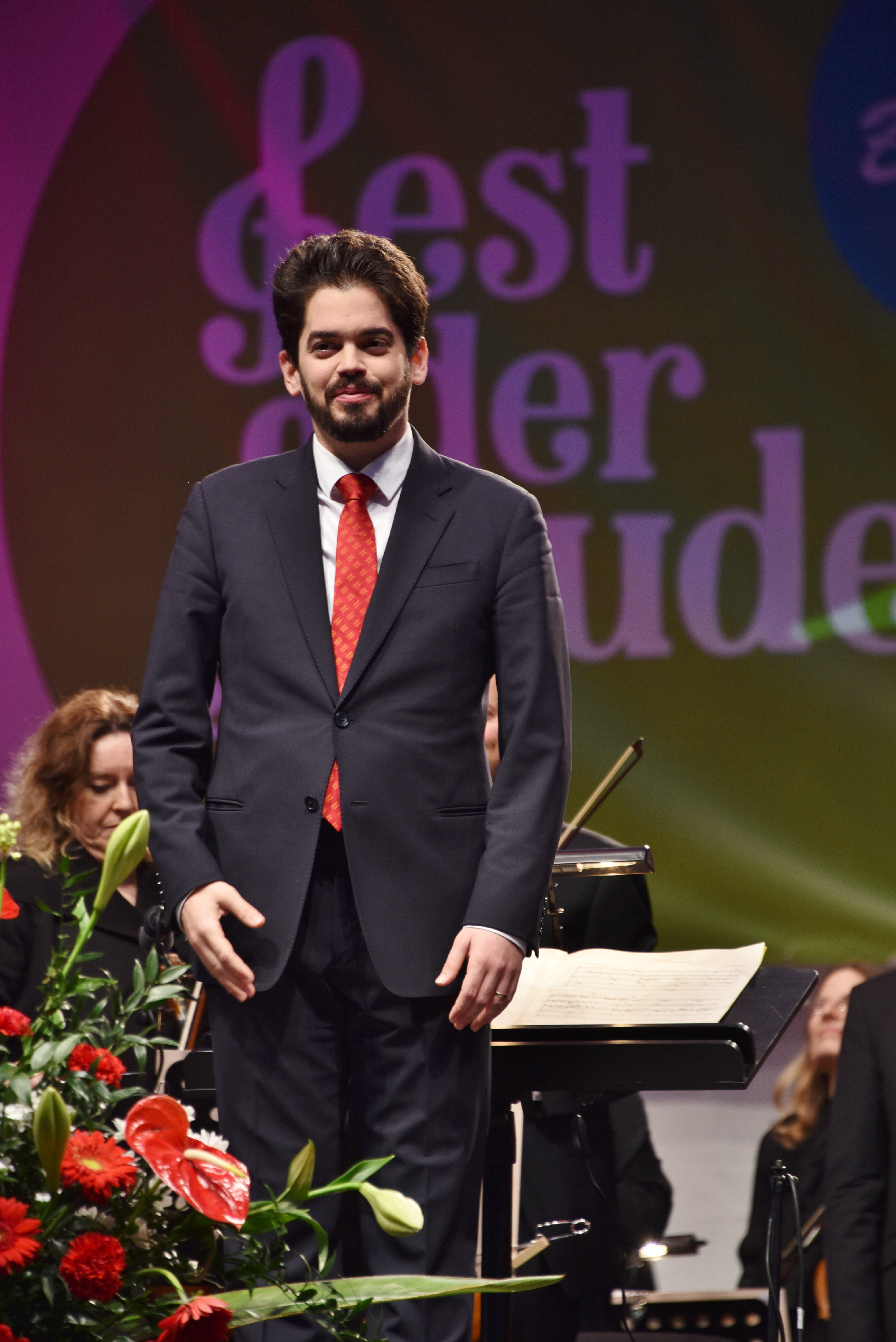
2022年的拉哈夫·沙尼

拉哈夫·沙尼（希伯來語：‎；1989年1月7日—），生于特拉维夫，以色列指挥家和钢琴家。

## 生平
沙尼是合唱指挥家迈克尔·沙尼的儿子。他6岁时开始跟随汉娜·沙尔吉（Hannah Shalgi）学习钢琴。他在特拉维夫的布赫曼-梅塔音乐学校跟随阿里·瓦迪继续学习钢琴。随后，他跟随以色列爱乐乐团的前首席贝斯手泰迪·克林（Teddy Kling）学习低音提琴。沙尼在柏林汉斯·艾斯勒音乐学院继续深造音乐，他的老师包括克里斯蒂安·埃瓦尔德（管弦乐指挥）和法比奥·比迪尼（钢琴）。丹尼尔·巴伦博伊姆曾担任过沙尼的指挥导师。
2007年，沙尼首次作为客座钢琴家与以色列爱乐乐团演出。2010年，祖宾·梅塔聘请沙尼担任钢琴家和助理指挥，与以色列爱乐乐团进行巡演。在以色列爱乐乐团，沙尼于2013年指挥了以色列爱乐乐团的开幕季音乐会。此后，他每年都以客座指挥的身份回到乐团。
沙尼在2013年国际古斯塔夫·馬勒指揮大賽中获得一等奖。2015年5月，他首次客座指挥维也纳交响乐团。2015年11月，他首次以指挥和钢琴家的身份与维也纳爱乐乐团合作，作为弗朗兹·威尔瑟-莫斯特的紧急替代。2016年1月，维也纳交响乐团宣布任命沙尼为其下一任首席客座指挥，从2017-2018乐季开始。
2016年6月，沙尼首次与鹿特丹愛樂樂團（RPhO）合作，同时担任客座指挥和钢琴独奏。在这一次亮相的基础上，2016年8月，RPhO的乐手一致推选沙尼为乐团的下一任首席指挥，这是迄今为止被任命为RPhO首席指挥的最年轻的指挥家。他的RPhO合同从2018-2019乐季开始生效，每个乐季12周。该任命标志着沙尼首次被任命为全职的管弦乐队职位。2020年3月，RPhO宣布将沙尼的首席指挥合同延长至2026年8月。
2018年1月，以色列爱乐乐团宣布任命沙尼为其下一任音乐总监，从2020-2021乐季开始生效。他将在2019-2020乐季担任乐团的候任音乐总监头衔。
2021年12月31日，沙尼在短时间内代替身体不适的基里爾·佩特連科担任柏林爱乐乐团2022年新年音乐会的客座指挥。在第一次乐团排练前，沙尼只得到不到两个小时的通知。幸运的是，沙尼刚刚搬至柏林，恰好在家中接到了这个紧急电话。
他继续作为独奏钢琴家举办独奏会。